# James John Unger
James John Unger (28 de janeiro de 1942), foi o primeiro treinador, professor e teórico do debate político intercolegial nos Estados Unidos durante a década de 1960 até 1980.

## Biografia
James Unger, natural de Cleveland, Ohio, foi um debatedor campeão em St. Ignatius High School, onde foi treinado pelo Rev. John Miday (membro da Liga Nacional Forense Hall of Fame). Ele alcançou as quartas de final do torneio nacional NFL de debate político. Unger participou do Boston College, atingindo a fase final do Torneio Nacional de Debate da faculdade e se formou o orador oficial, em 1964. Ele começou a treinar equipes de debate da faculdade, incluindo a equipe do Boston College, enquanto ele era um estudante na Harvard Law School, onde recebeu seu diploma em 1967.
De 1968 até 1983, Unger era o treinador de debate na Universidade de Georgetown.
Após seus anos na Georgetown, Unger era o treinador de debate na Universidade Americana.
Em ano de eleições presidenciais nos Estados Unidos, Unger atuou como consultor e foi amplamente citado nas presidenciais e vice-presidenciais para debates candidatos NBC, ABC, Associated Press e United Press International.

## Referencias
- James Unger, 66; Debate Coach at Georgetown, AU, Washington Post, April 29, 2008, p. B7,
- National Debate tournament history
- NDT individual results
- Remembering Dr. James J. Unger, The Rostrum, Vol 82, No. 9, p. 122